# Rijskaïa (métro de Moscou, ligne Kaloujsko-Rijskaïa)
Rijskaïa (en russe : Ри́жская et en anglais : Rizhskaya) est une station de la ligne Kaloujsko-Rijskaïa (ligne 6 orange) du métro de Moscou, située sur le territoire du raïon Alekseïevski dans le district administratif nord-est de Moscou.
Elle est mise en service en 1958.
La station est ouverte tous les jours aux heures de circulation du métro. Elle est desservie par des autobus.

## Situation sur le réseau
Établie en souterrain, à 46 mètres sous le niveau du sol, la station Rijskaïa est située au point 042+42 de la ligne Kaloujsko-Rijskaïa (ligne 6 orange), entre les stations Alekseïevskaïa (en direction de Medvedkovo), et Prospekt Mira (en direction de Novoïassenevskaïa).

## Histoire
La station Rijskaïa est mise en service le 1er mai 1958, lors de l'ouverture à l'exploitation de la première section, longue de 4,5 kilomètres, entre les stations Prospekt Mira et VDNKh'. La station est dénommée en rappel du nom de la gare de Riga située à proximité.

Architecture et décoration de la station
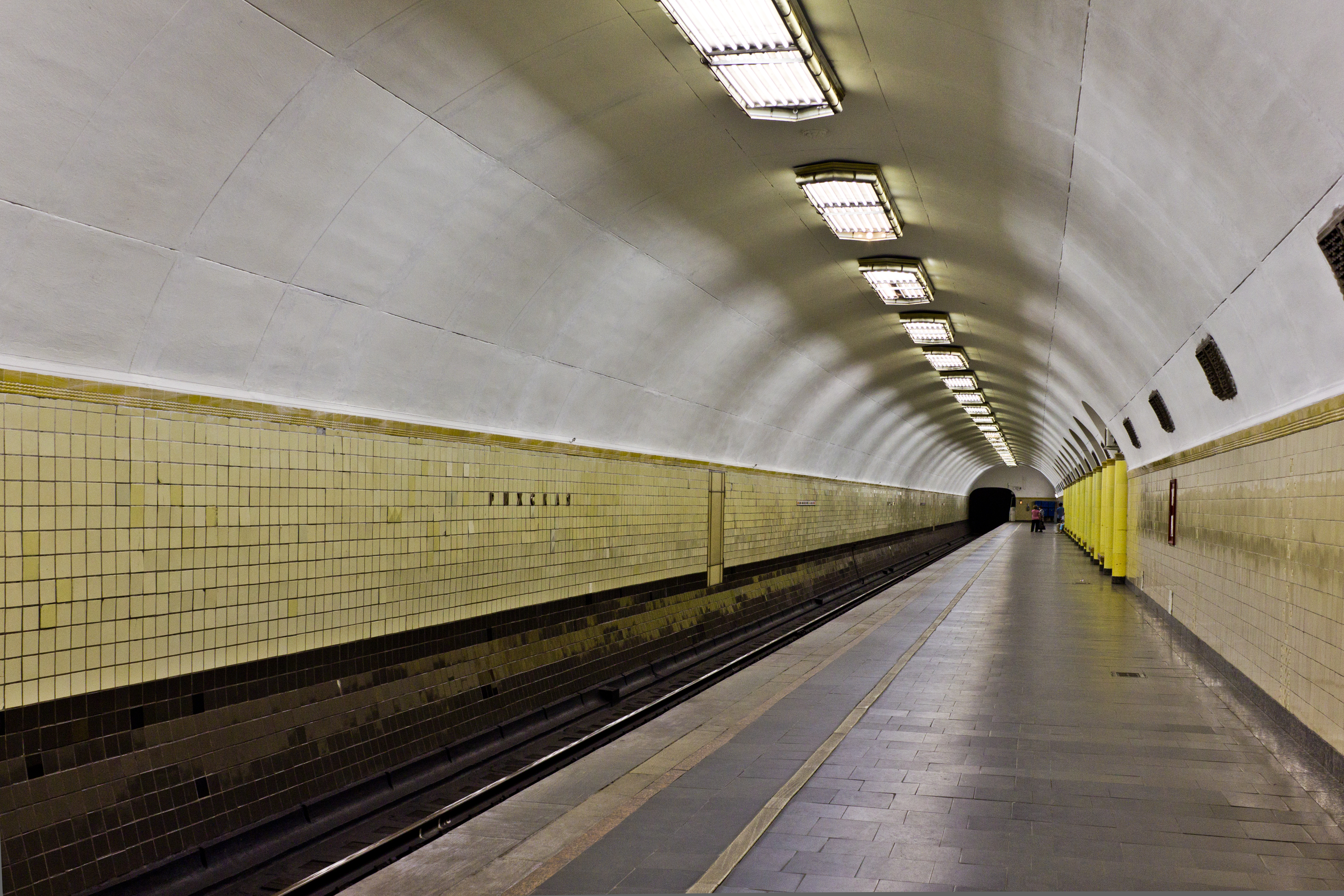
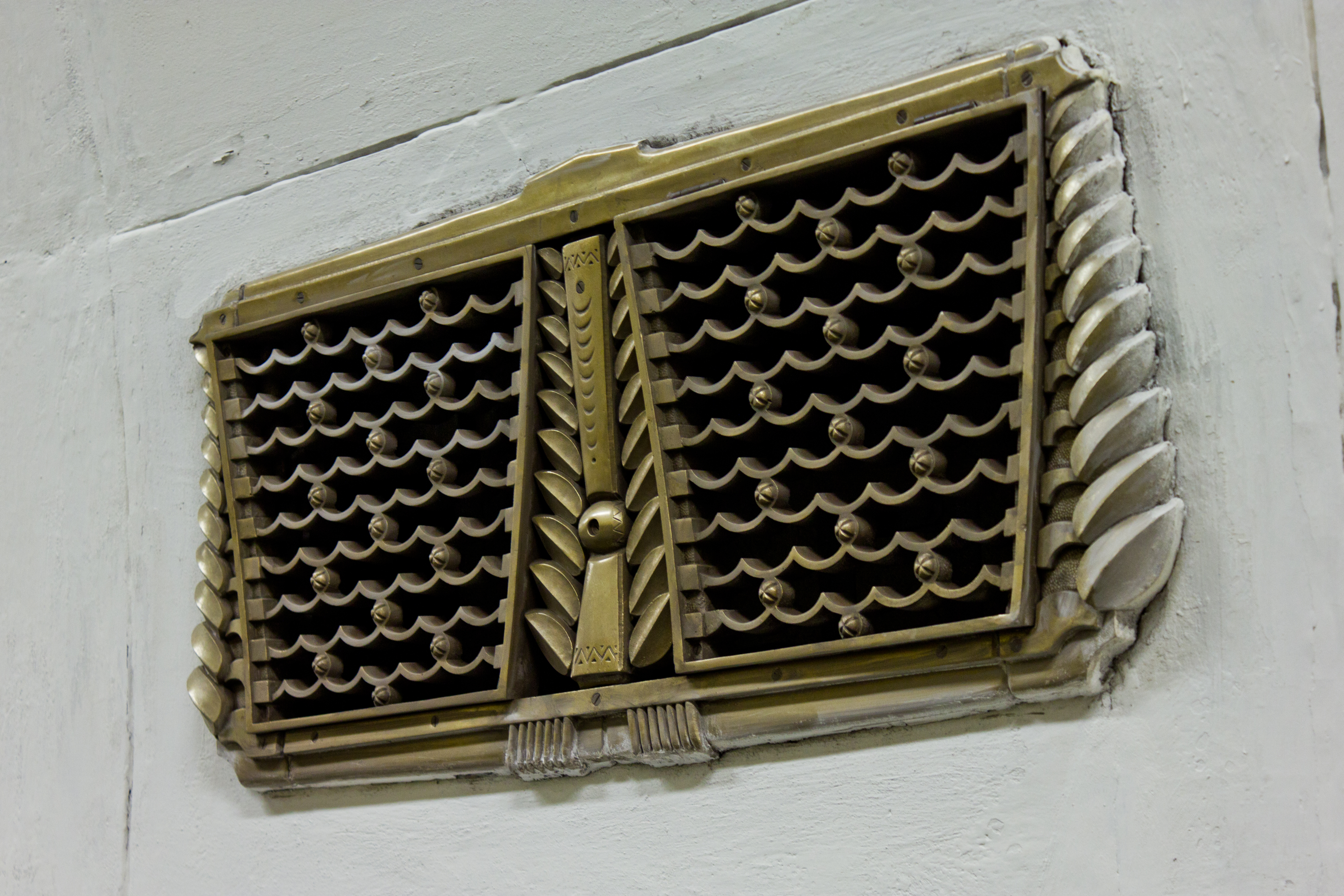
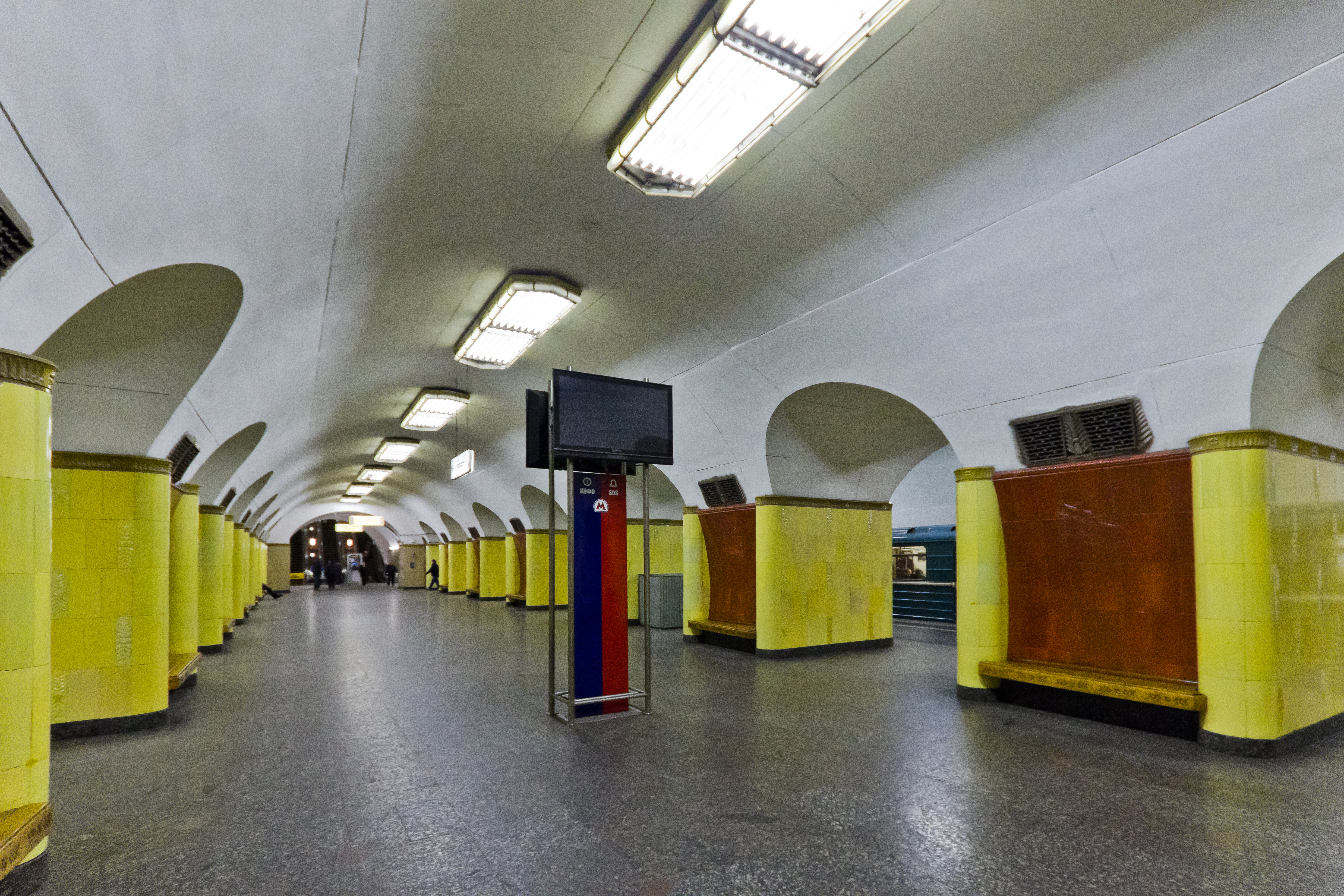

Le 31 août 2004, une femme fait un attentat-suicide devant l'entrée de la station. Le bilan est de dix tués et plus de quarante blessés.

## Services aux voyageurs

### Accès et accueil

Bâtiment entrée/sortie de la station
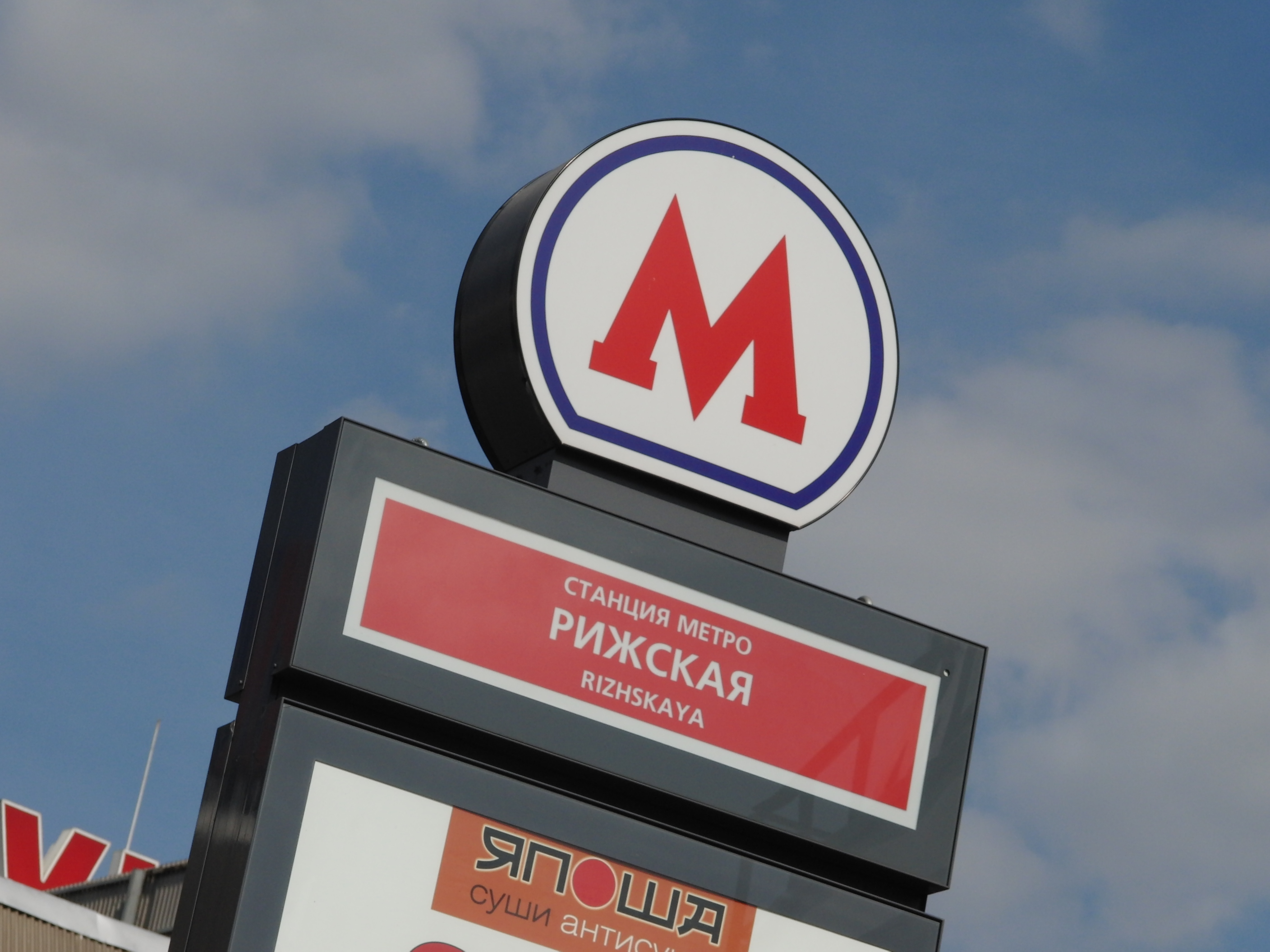
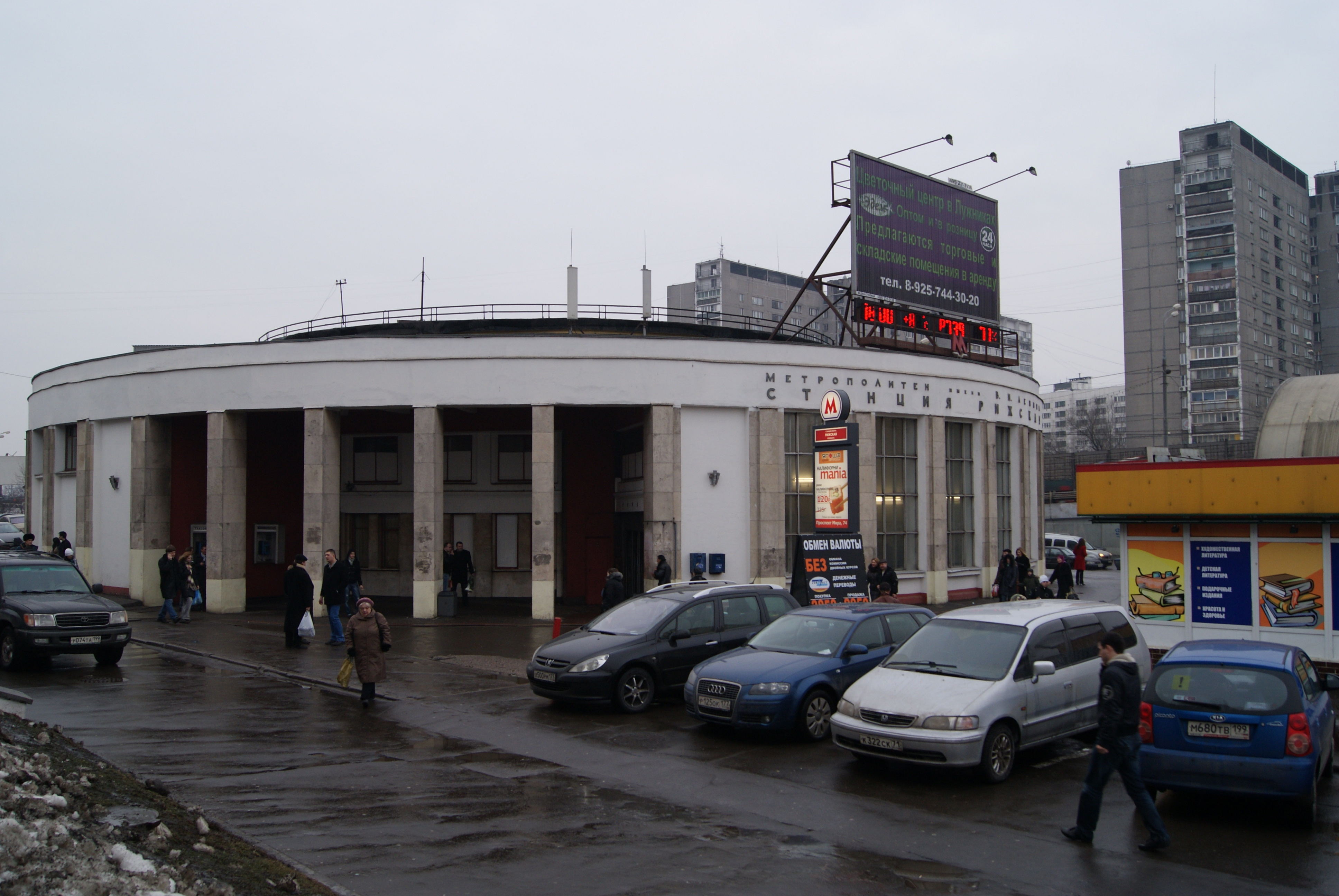
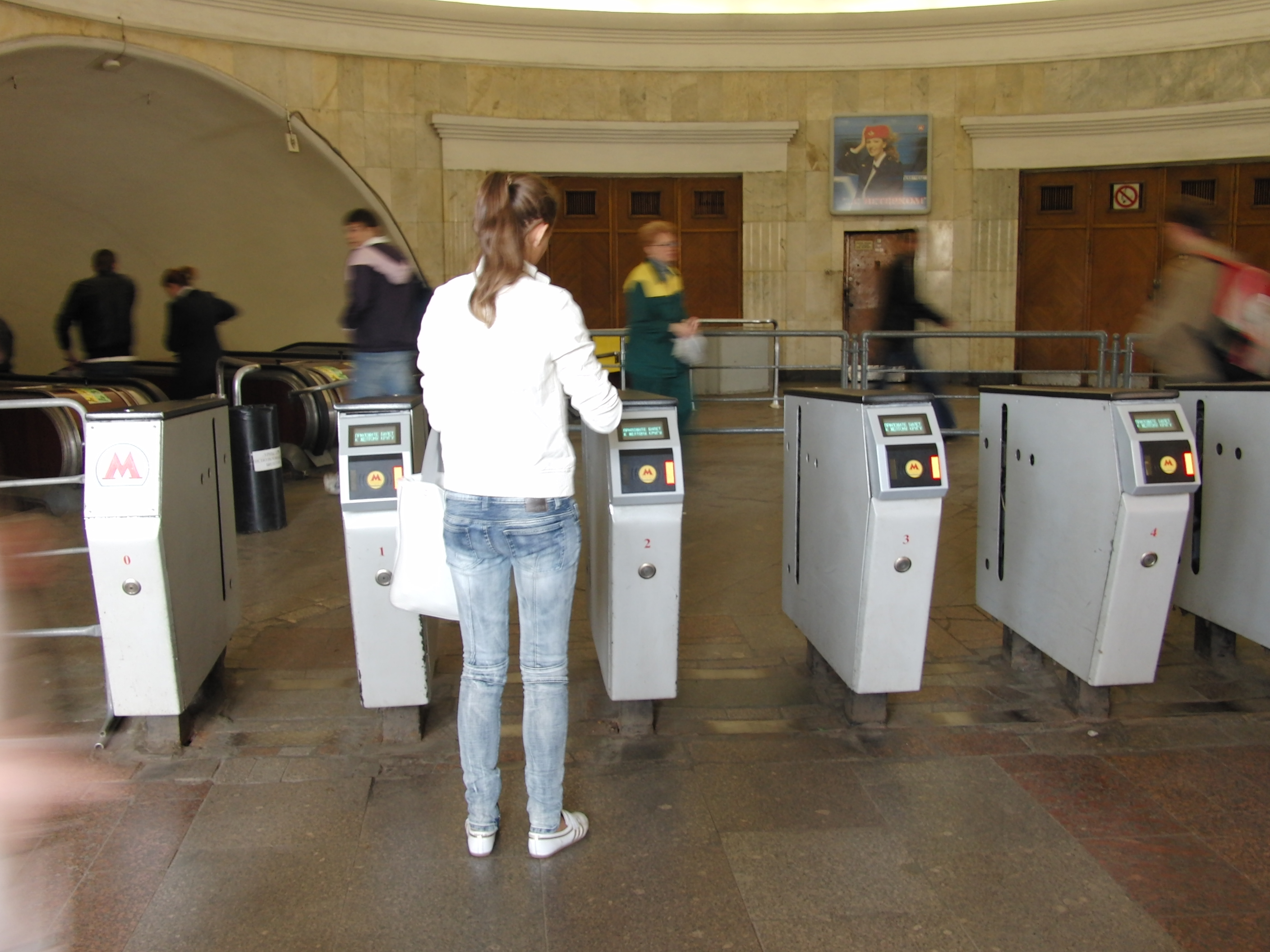